# Peggy Kirk Bell
Margaret Anne "Peggy" Kirk Bell, född 28 oktober 1921 i Findlay, Ohio, död 23 november 2016 i Southern Pines, Moore County, North Carolina, var en amerikansk golfspelare. Under sin karriär tävlade hon under efternamnet Kirk.
Kirk började att spela golf då hon var 17 år. Hon hade en framgångsrik amatörkarriär och det var som amatör hon vann majortävlingen Titleholders Championship 1949. Hon blev professionell 1950 och var med och startade LPGA även om hon inte räknas till de 13 grundarna av organisationen. Hon har alltid ansetts som en av damgolfens största ambassadörer och hon är hedersmedlem i LPGA.
1953 gifte hon sig med Warren "Bullet" Bell och de köpte en andel i Pine Needles Lodge & Golf Club i North Carolina och senare köpte de samtliga aktier i klubben. Hon började en karriär som golfinstruktör startade den första golfskolan för damer med tränaren Ellen Griffin. "Bullet" avled i mitten av 1980-talet och Peggy förvärvade 1994 ytterligare en golfklubb i North Carolina, Mid-Pines Inn & Golf Club.
Kirk har tagit emot en rad utmärkelser, bland annat Bob Jones Award och hon har valts in i fem olika Hall of Fame.
| Majorsegrare genom tiderna                                                                                  |              |            |                |               |
| 100 olika spelare har vunnit i damernas majortävlingar. Peggy Kirk var den 14:e spelaren som vann en major. |              |            |                |               |
| 1:a | 13:e         | 14:e       | 15:e           | 100:e         |
| Mrs. Lee Mida                                                                                               | Louise Suggs | Peggy Kirk | Pat O'Sullivan | Paula Creamer |
| Lista över golfens majorsegrare                                                                             |              |            |                |               |